# Aldonata pterocarpi
Aldonata pterocarpi är en svampart som beskrevs av Sivan. & A.R.P. Sinha 1989. Aldonata pterocarpi ingår i släktet Aldonata och familjen Parmulariaceae.   Inga underarter finns listade i Catalogue of Life.